# Anarsia molybdota
Anarsia molybdota là một loài bướm đêm thuộc họ Gelechiidae. Nó được tìm thấy ở Úc.

## Hình ảnh

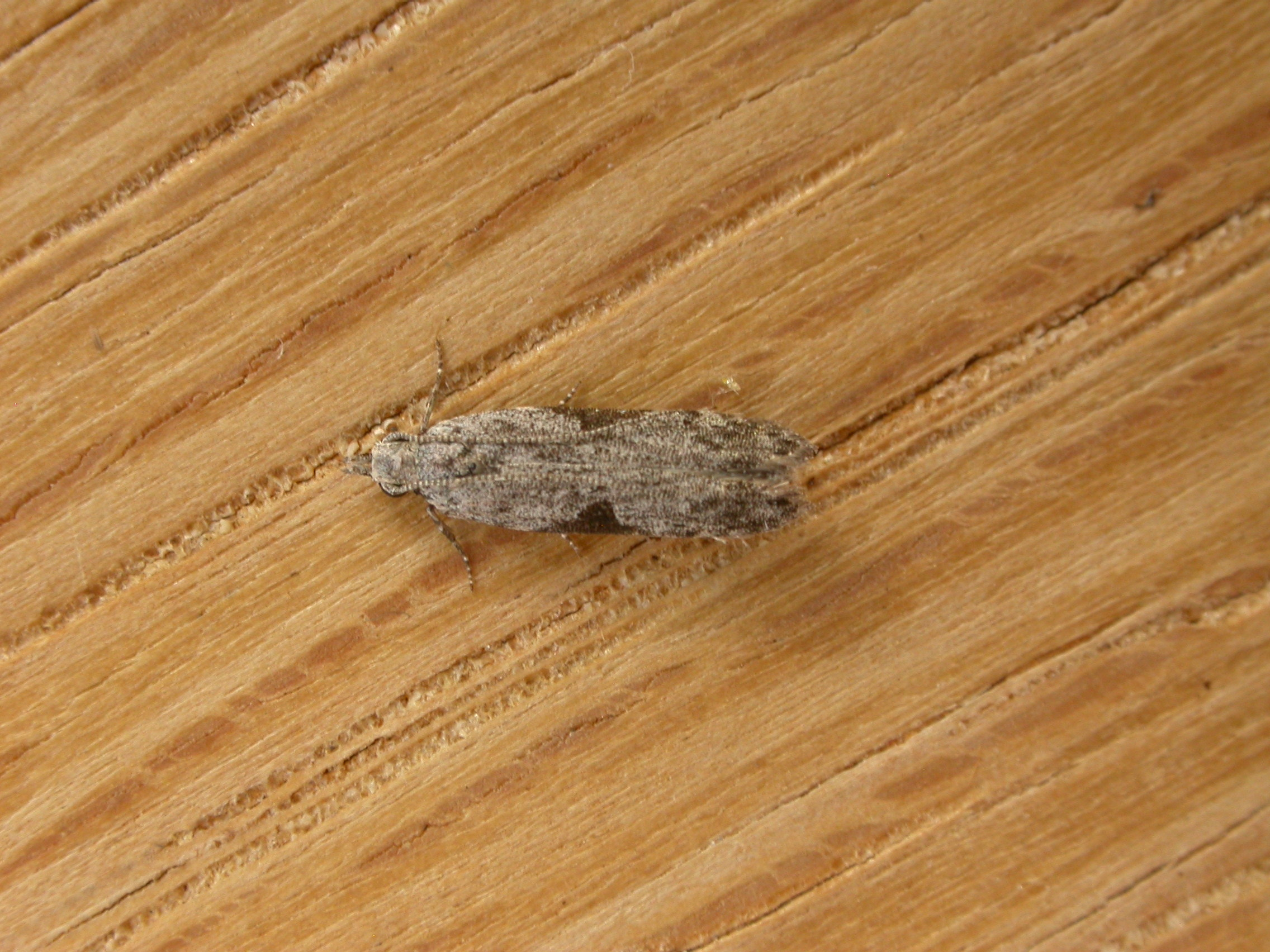